# Noordrijns voetbalkampioenschap 1907/08
In 1907/08 werd het zesde Noordrijns voetbalkampioenschap gespeeld, dat georganiseerd werd door de West-Duitse voetbalbond. 
FC 1894 München-Gladbach werd kampioen en plaatste zich voor de West-Duitse eindronde. De club versloeg FC Teutonia Osnabrück en Alemannia Aachen en stond in de finale tegenover Duisburger SpV waar ze een 5:0 pandoering van kregen.

## 1. Klasse
| Plaats | Club                     | Wed. | W | G | V | Saldo | Ptn. |
| ------ | ------------------------ | ---- | - | - | - | ----- | ---- |
| 1.     | FC 1894 München-Gladbach | 6    | 5 | 1 | 0 | 24:6  | 11:1 |
| 2.     | Düsseldorfer FC 1899     | 6    | 3 | 1 | 2 | 11:8  | 7:5  |
| 3.     | Düsseldorfer SV 04       | 6    | 3 | 0 | 3 | 15:19 | 6:6  |
| 4.     | Crefelder FC 1895        | 6    | 0 | 0 | 6 | 5:22  | 0:12 |

|  | Kampioen |

## 2. Klasse

### Groep A
| Plaats | Club                        | Wed. | W | G | V | Saldo | Ptn.  |
| ------ | --------------------------- | ---- | - | - | - | ----- | ----- |
| 1.     | Düsseldorfer SV 04 II       | 10   |   |   |   | 42:12 | 17:03 |
| 2.     | FC Rhenania 1904 Crefeld    | 10   |   |   |   | 32:15 | 13:07 |
| 3.     | FC Borussia 1906 Düsseldorf | 10   |   |   |   | 18:24 | 10:10 |
| 4.     | VfB 1903 Cleve              | 10   |   |   |   | 15:20 | 09:11 |
| 5.     | FC Preußen 1904 Crefeld     | 10   |   |   |   | 13:37 | 07:13 |
| 6.     | Düsseldorfer FC 1899 II     | 10   |   |   |   | 11:23 | 04:16 |

|  | Geplaatst voor finale |

### Groep B
| Plaats | Club                            | Wed. | W | G | V | Saldo | Ptn.  |
| ------ | ------------------------------- | ---- | - | - | - | ----- | ----- |
| 1.     | FC Eintracht München-Gladbach   | 10   |   |   |   | 27:08 | 18:02 |
| 2.     | Rheydter SpV 1905               | 10   |   |   |   | 28:09 | 14:06 |
| 3.     | FC Borussia München-Gladbach    | 10   |   |   |   | 19:13 | 11:09 |
| 4.     | FC 1894 München-Gladbach II     | 10   |   |   |   | 12:20 | 08:12 |
| 5.     | FC Viktoria 05 München-Gladbach | 10   |   |   |   | 10:25 | 07:13 |
| 6.     | FC Britannia 1902 Düsseldorf    | 10   |   |   |   | 03:24 | 02:18 |

### Finale
|  |                       |       |                               |  |
|  | Düsseldorfer SV 04 II | 2 – 3 | FC Eintracht München-Gladbach |  |
|  |                       |       |                               |  |